# Паттерсон, Пол Линтон
Пол Линтон Паттерсон (англ.  Paul L. Patterson; 18 июля 1900, Кент, штат Огайо — 31 января 1956, Портленд, штат Орегон) — американский политик, 26-й губернатор Орегона в 1952—1956 годах. Член Республиканской партии.
Он был первым губернатором Орегона, родившимся в XX веке, а также последним, кто умер при исполнении служебных обязанностей.

## Ранняя жизнь
Паттерсон родился 18 июля 1900 года в Кенте, штат Огайо. Его отец Джордж А. Паттерсон в то время учился в колледже в Огайо, а его матерью была Ада Линтон Паттерсон. После окончания колледжа Джордж стал священником-конгрегационалистом и в 1908 году переехал с семьей в Портленд.
На своей первой работе молодой Пол работал газетчиком на улицах Портленда, а позже работал над своим собственным газетным направлением. Он получил государственное образование, окончил Вашингтонскую среднюю школу Портленда (ныне закрыта). Во время Первой мировой войны Паттерсон некоторое время служил в армии США в артиллерии.
После войны Паттерсон поступил в Орегонский университет, сначала получив степень бакалавра искусств в области делового администрирования (1923 г.), затем доктора юридических наук (1926 г.). Во время учёбы в колледже он познакомился с Джорджией Сирл Бенсон, которая была из известной портлендской семьи. Они поженились 16 мая 1927 года, а позже у них родилось трое детей. После получения диплома Паттерсон прошёл Государственную коллегию адвокатов и в 1926 году основал юридическую фирму в Хилсборо (Орегон). Он продолжал заниматься этой частной практикой до 1952 года.

## Политическая карьера
Юридическая фирма положила начало политической карьере Паттерсона, начав с должности заместителя окружного прокурора орегонского округа Вашингтон, которую он занимал с 1926 по 1933 год. После службы в этом качестве он продолжал работать (в разное время) в качестве городского поверенного в Хилсборо, Бивертон, Гастон, Шервуд и Туалатин. Такая служба принесла ему известность в политическом истеблишменте округа Вашингтон.
До 1944 года Паттерсон возглавлял Республиканскую партию округа Вашингтон. Именно тогда он заметил вакантное место в Сенате штата Орегон, в котором не было кандидатов на должность. Он согласился баллотироваться сам, победив на выборах в ноябре 1944 года. Он занимал свое место в Сенате с 1945 по 1952 год, последний год в качестве председателя Сената.

### Губернатор Орегона
В декабре 1952 года губернатор Дуглас Маккей ушёл в отставку после того, как согласился занять по предложению президента Эйзенхауэра должность министра внутренних дел США. В это время Паттерсон, как президент Сената, был следующим в очереди на пост губернатора. 27 декабря 1952 г. он был приведен к присяге в качестве 26-го губернатора Орегона.
Губернатор Паттерсон вступил в должность с низким политическим статусом в масштабах штата, но оказался популярным. В 1954 году он легко победил на выборах губернатора от республиканцев.
Как и другие его современники-республиканцы, он был консервативен в финансовом отношении, но принимал федеральные деньги на помощь по безработице, транспортные проекты и программы управления водными ресурсами. Он решительно поддерживал транспортную инфраструктуру штата и поощрял развитие системы государственных автострад. Под его руководством не предлагалось увеличения финансирования или расширения социальных программ.
Неизменным наследием губернатора Пола Паттерсона является его несогласие с введением государственного налога с продаж без всенародного голосования. Любые шаги по законодательному введению налога с продаж встречали серьёзное сопротивление со времен его администрации.
Внутри его собственной партии к нему благосклонно относились как национальные, так и местные интересы. Паттерсон пользовался поддержкой влиятельного Арлингтонского клуба Портленда, некоторые из самых влиятельных членов которого помогали ему во время избирательных кампании.

### Борьба за место в Сенате и неожиданная смерть
На выборах 1956 года республиканцы надеялись занять место сенатора Уэйна Морса и считали, что лучшим шансом для партии является кандидатура популярного губернатора. Паттерсон объявил о выдвижении своей кандидатуры 28 января 1956 года, когда его популярность была очень высокой.
Три дня спустя, 31 января 1956 года, после своего первого выступления в предвыборной кампании, Паттерсон потерял сознание во время встречи с советниками кампании в клубе Арлингтон в Портленде. Сообщалось, что он внезапно упал в кресло. При обследовании было установлено, что у него коронарная окклюзия. Похороны умершего губернатора были организованы 3 февраля 1956 года. Прах Паттерсона был захоронен на кладбище Ривер Вью в Портленде. Президент Сената Элмо Смит был приведен к присяге, чтобы сменить Паттерсона на посту губернатора.